# Maciej Majcherek
Maciej Majcherek (ur. 25 lutego 1982) – polski koszykarz występujący na pozycji rozgrywającego, po zakończeniu kariery zawodniczej trener koszykarski, obecnie asystent trenera Kinga Szczecin.

## Osiągnięcia
Drużynowe
- Awans do:
  - I ligi z AZS-em Szczecin (2010)
  - PLK z King Wilkami Morskimi Szczecin (2014)

Trenerskie
- Mistrzostwo Polski (2023)*
- Wicemistrzostwo Polski (2024)*[1]
- Zdobywca Superpucharu Polski (2023)*[2]

(*) – jako asystent trenera